# Running Man (danza)

Il Running Man

Il Running Man è uno dei passi principali del ballo Melbourne Shuffle e delle sue varianti, come il Malaysian Shuffle.
È un movimento bipartito che dà l'effetto di una corsa sul posto. Il "Running man" comporta un passo in avanti con un piede accompagnato da un doppio passo a ritroso dell'altro piede. L'altro piede ripete l'azione così da creare l'effetto di una corsa sul posto. Esso si differenzia a seconda che sia eseguito da un Malaysian Shuffler o da un Melbourne Shuffler.